# 使徒教父
使徒教父（英語：Apostolic Fathers），又譯為宗徒教父，指基督教使徒以後的初代至二代的教會作家，是生活於一世紀後半至二世纪中葉前的基督教人物。他們之所以被稱為使徒教父，是因為他們曾直接接觸過或受教於耶穌的使徒，或是使徒的門徒。使徒教父這一名稱始自十七世紀，起初有五位，後來另加了三位，共八位。
基督教從猶太人的文化中產生。在第一世紀結束時，許多教會已經是以希利尼人為骨幹，但是教會的教導與行為模式仍帶有濃厚的猶太氣息。這些使徒教父是一些帶領教會過渡到希臘文化環境的教會領袖。他們的著作是繼新約聖經書卷之後，基督教最早的著作。内容很少强调教義，著重的是道德教訓。從他們的著作中，我們可以瞥見第二世紀早期的教會生活。

## 著名使徒教父
- 羅馬的克勉（教宗聖克勉一世）
- 安條克的依納爵 ，約67-110年
- 示每拿的坡旅甲，約69-156年年
- 羅馬的黑馬，約100-140年
- 帕皮亞，約60-130年

## 著作
- 《丟格那妥書》
- 《克萊孟一書》
- 《克萊孟二書》
- 《十二使徒遺訓》
- 《伊格那丢書信》（七封）
- 《坡旅甲致腓立比書》
- 《坡旅甲殉道記》
- 《巴拿巴書》
- 《黑馬牧人書》
- 帕皮亞殘篇集